# Paul Kane
Pour les articles homonymes, voir Kane.
Paul Kane est un peintre irlando-canadien né à Mallow en Irlande le 3 septembre 1810 et mort à Toronto en Ontario le 20 février 1871.
Il est surtout célèbre pour ses nombreuses peintures figuratives, témoignage des peuples vivant au Canada à son époque. On retrouve près de deux cents de ses œuvres au Stark Museum of Art, Orange, Texas, États-Unis.

## Biographie
Né en Irlande, Paul Kane émigre avec sa famille au Canada vers l'âge de dix ans et grandit à York, dans le Haut-Canada (aujourd'hui Toronto). Il étudie la peinture de manière autodidacte en copiant des maîtres européens lors d'un voyage d'étude en Europe en 1841. De retour au pays, il entreprend deux voyages dans le nord-ouest canadien en 1845 et de 1846 à 1848. Le premier voyage l'emmène de Toronto à Sault-Sainte-Marie. Il obtient ensuite l'appui de la Compagnie de la Baie d'Hudson pour lui permettre d'entreprendre un deuxième voyage cette fois à travers les Rocheuses jusqu'à Fort Vancouver (aujourd'hui Vancouver, Washington) et Fort Victoria (aujourd'hui Victoria, Colombie-Britannique).
Au cours de ces deux voyages, Kane dessine et peint des peuples des Premières Nations et métis. À son retour à Toronto, il produit plus d'une centaine de peintures à l'huile à partir de ces croquis. Les œuvres qu'il a réalisées dans son atelier sont considérées comme faisant partie du patrimoine canadien, même s'il les a souvent embellies, abandonnant l'exactitude de ses croquis de terrain au profit de scènes plus dramatiques. Le travail de Kane suivait les principes de l'ethnographie dont il avait entendu parler par le peintre George Catlin qui trouvait important de peindre les peuples autochtones qu'il croyait destinés à disparaître.
Kane s'installe ensuite définitivement à Toronto. Grâce à des expositions bien accueillies et à des commandes, Kane commence à pouvoir vivre une vie d'artiste professionnel.
En 1853, Il épouse Harriet Clench (1823-1892) qui était également peintre. Ils auront quatre enfants, deux garçons et deux filles.
En 1859, il fait paraître un livre à partir de ses carnets de voyage The Wanderings of an Artist Among the Indians of North America from Canada to Vancouver's Island and Oregon through the Hudson's Bay Company's Territory and Back Again, illustré avec de nombreuses lithographies de ses propres croquis et peintures. Le livre remporte un succès immédiat et paraît en 1863 dans des éditions française, danoise et allemande.
Durant les années 1860, sa vue décline fortement et l'oblige à abandonner la peinture. Il meurt à Toronto en 1871.

## Œuvre et héritage
La majeure partie de l'œuvre de Kane est constituée des plus de 700 croquis, réalisés au cours de ses deux voyages vers l'ouest et de plus d'une centaine de toiles créées à partir de ces croquis dans son atelier de Toronto.
La renommée de Kane réside dans ses représentations de la vie amérindienne. De ce fait, le travail de Kane est une précieuse source pour les ethnologues, malgré l'embellissement de ses toiles afin de les rendre plus faciles à vendre mais quelquefois au prix d'une déformation de la réalité.
Peintre reconnu à son époque, il a remporté plusieurs prix, dont ceux de l'Upper Canada Agricultural Society. En 1937, Kane est déclaré personnalité historique nationale. Le 11 août 1971, l'année du centenaire de la mort de Kane, Postes Canada a émis un timbre-poste intitulé « Paul Kane, peintre », conçu par William Rueter d'après le tableau de Kane Campement indien sur le lac Huron.
En 1978, la ville de Toronto a acheté la maison de Paul Kane, dans laquelle lui et ses héritiers avaient vécu. La maison a ensuite été classée bien patrimonial en vertu de la Loi sur le patrimoine de l' Ontario. En 1985, elle est rénovée, et la cour avant est transformée en un petit parc.
L'école secondaire Paul Kane de Saint-Albert, en Alberta, a été nommée en son honneur. Un parc dans le quartier Oliver d'Edmonton porte également son nom.

## Œuvres de Paul Kane
- The Surveyor: Portrait of Captain John Henry Lefroy est le plus connu. Il a été vendu aux enchères pour 5 millions de dollars canadien chez Sotheby's de Toronto le 25 février 2002 ;
- Encampment among the islands of Lake Huron (Campement sur les îles du lac Huron)
- Sault Ste Marie
- Camping on the prairie (1846) (Campement sur la prairie), huile sur papier, 20,6 × 34 cm. Cette scène montre Paul Kane lui-même (à la droite de la tente) avec un guide Métis sur le chemin de retour des plaines du Dakota au Fort Garry (Upper Fort Garry) après la chasse annuelle aux bisons du Métis à laquelle Paul Kane participa. L'original de cette peinture est au Stark Museum of Art, Orange, Texas, États-Unis.
- Mrs Clench (1834-1836)
- Mr Gurnett (1845)
- Freeman Chermerhorn Clench
- Eliza Clark Cory Clench
- Indian Camp at Fort Colville (Campement amérindien à Fort Colville)
- Métis Buffalo Hunt (Métis à la chasse aux bisons)
- Assiniboine Hunting Buffalo (Assiniboines à la chasse aux bisons)
- Fort Edmonton
- Grand Serpent chef des Pieds-Noirs, racontant ses exploits à cinq chefs subordonnés
- Course de chevaux chez les Pieds-Noirs
- La Mort d'Omoxesisixany ou Grand Serpent (Cette peinture est une scène entièrement imaginaire puisque le Chef des Pieds Noirs Omoxesisixany est mort seulement en 1858, plus de deux ans après que la peinture fut achevée).
- Danse du scalp des Chualpays (1888), huile sur toile 48,1 × 73,9 cm. Transfert du Parlement du Canada , Musée des beaux-arts du Canada (no 103)
- Chualpays jouant à l'alcoloh
- Bisons au soleil couchant
- Fort Garry à St-Boniface
- Hutte de pêche des Clallams, à l'île de Vancouver
- Intérieur d'une hutte d'hiver des Clallams, à l'île de Vancouver
- Chinooks devant le mont Hood
- Le Portage de White Mud sur la rivière Winnipeg
- Léonard de Vinci
- Mua-Za-Pau-Kan
- Oregon City (esquisse 1847)
- Campement Sauteux (esquisse 1845)
- Medecine mask dance
- Kee-a-kee-ka Sa-coo-way, Chef Cri
- Fort Colville

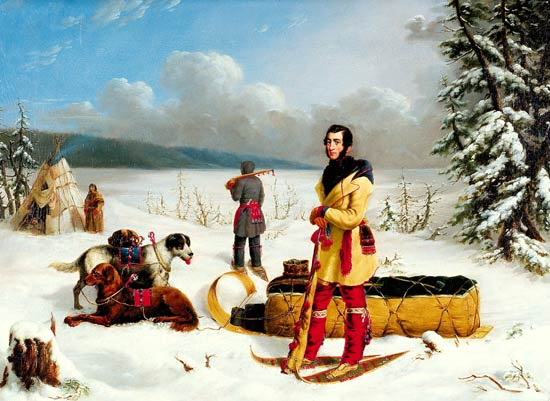
Portait The Surveyor: Portrait of Captain John Henry Lefroy (1845), aussi appelé Scene in the Northwest.
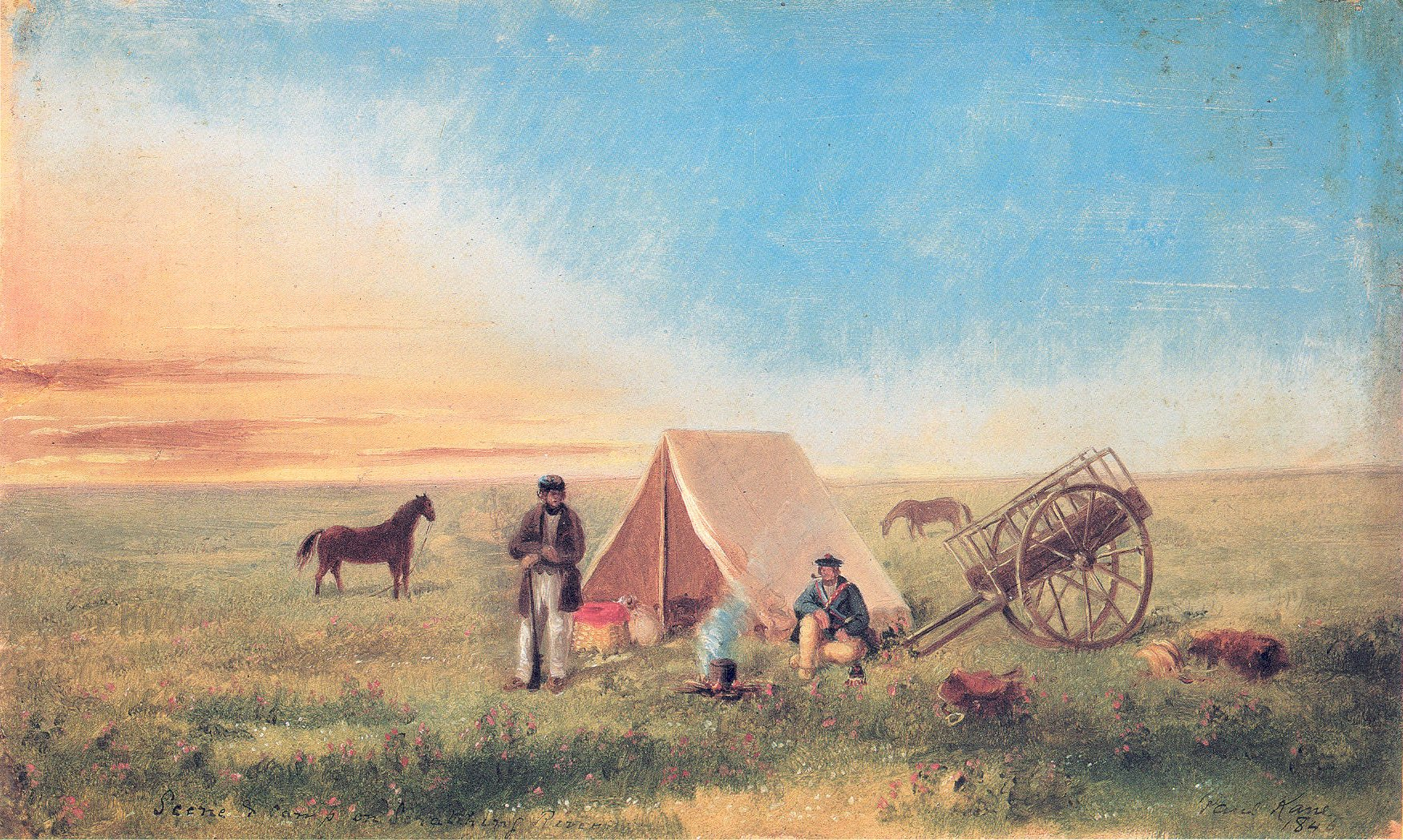
Paul Kane : Camping on the prairie (1846). Paul Kane accompagné de son guide dans les Grandes Plaines
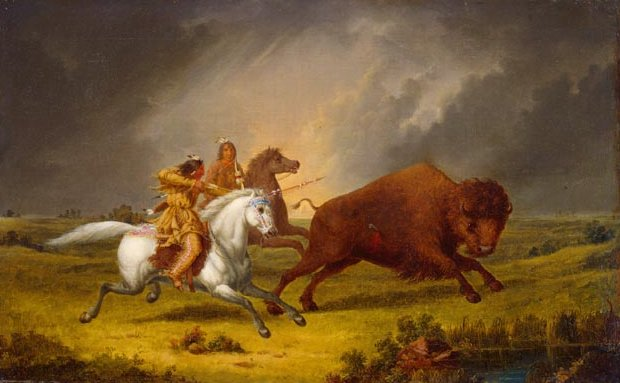
Assiniboine hunting buffalo
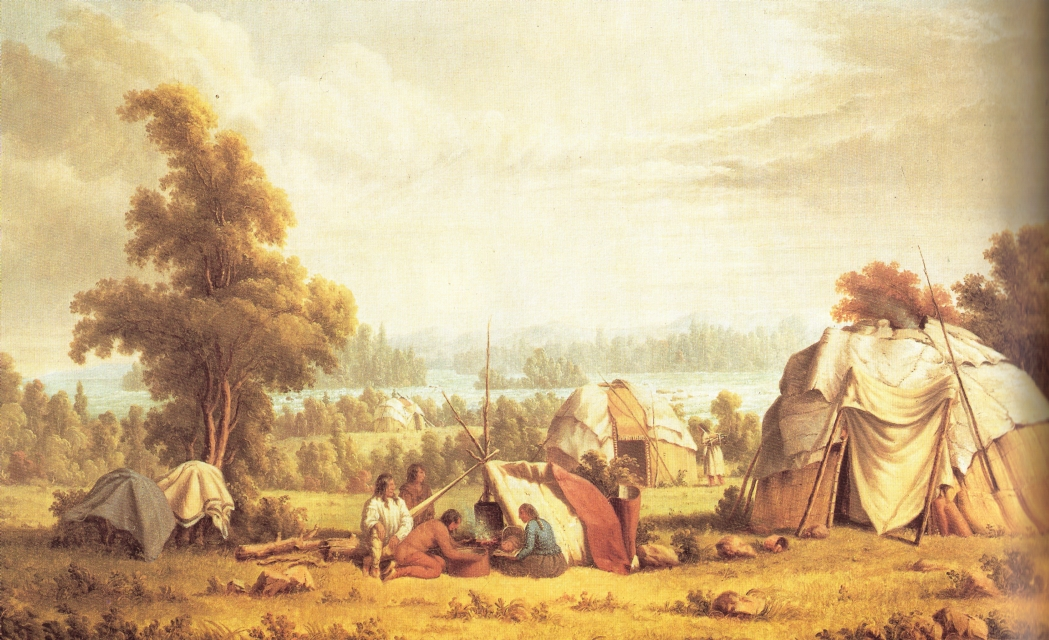
Ojibwa village
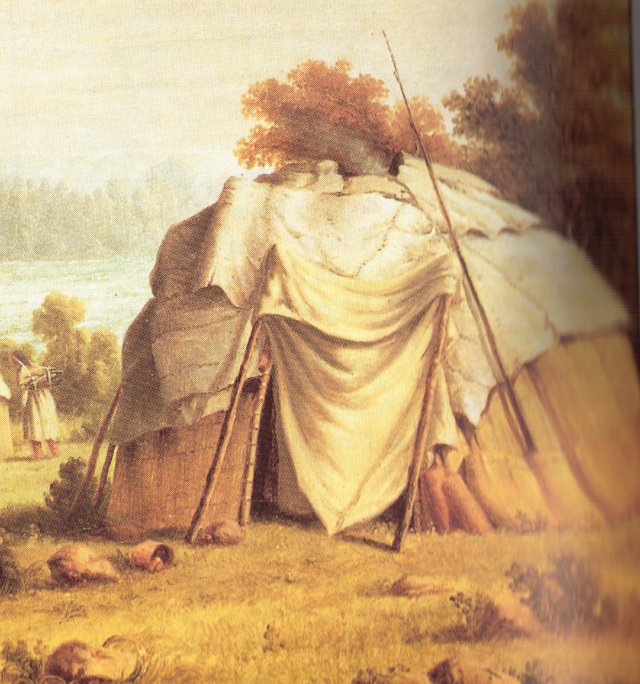
Ojibwa wigwam